# Loango

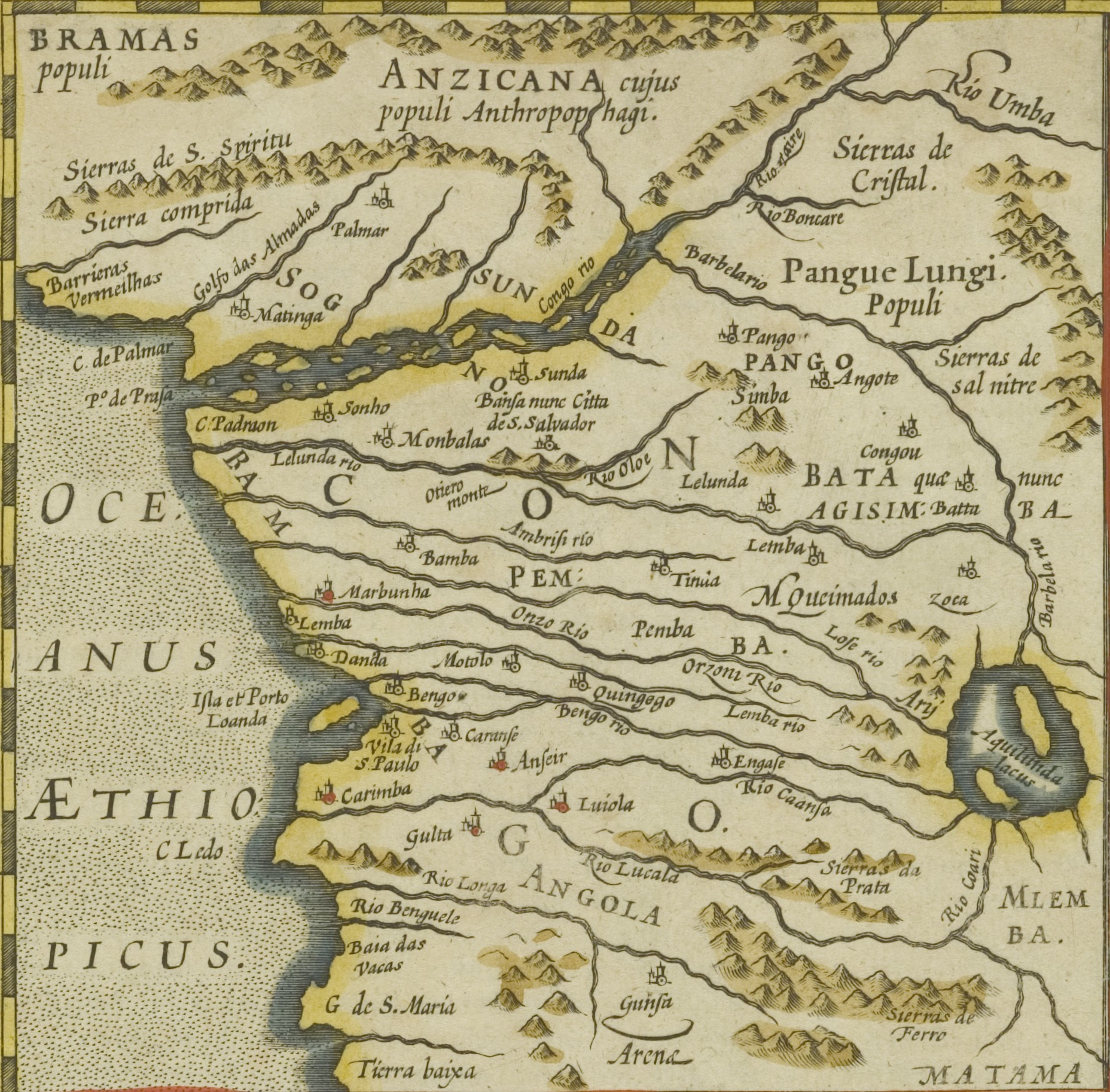
Królestwo Laongo leżało na północ od królestwa Konga

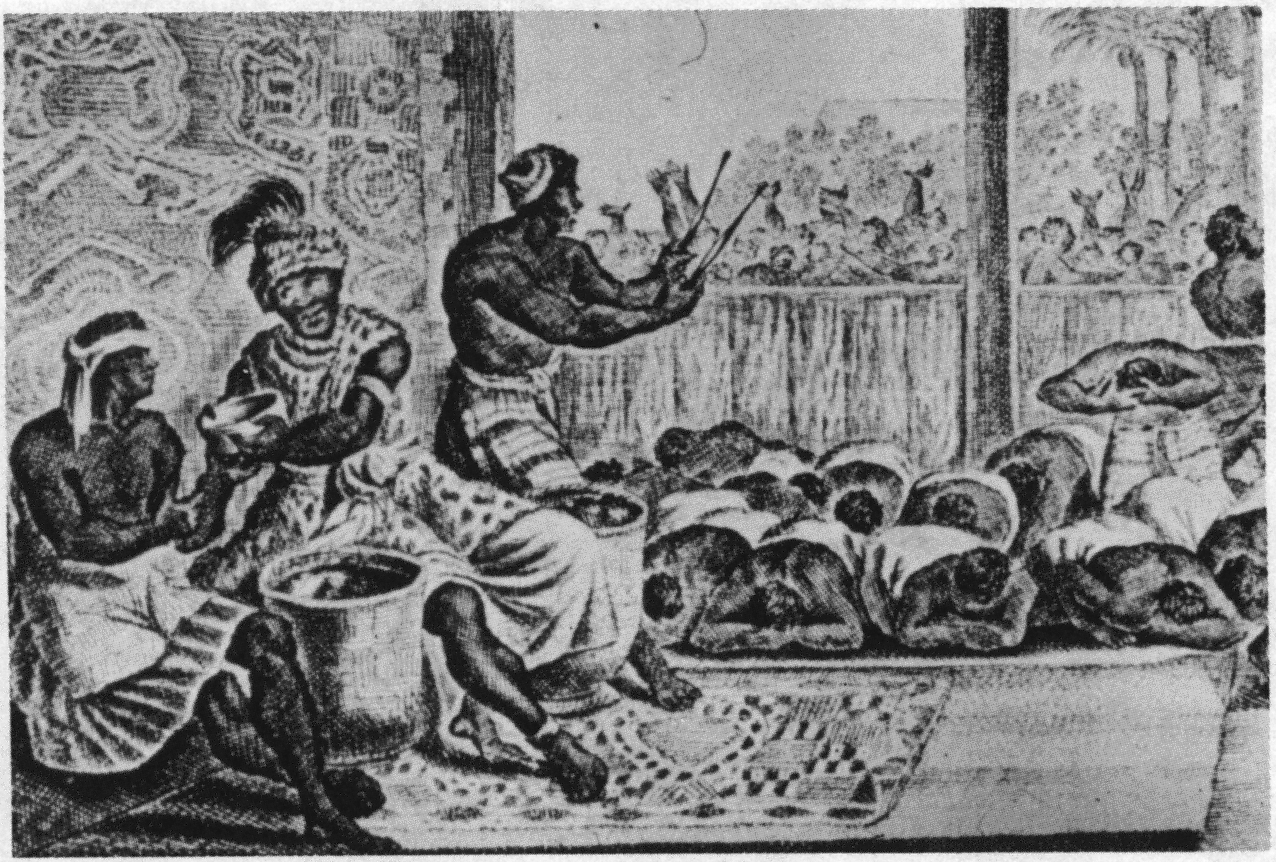
XVII-wieczna rycina opisująca dwór królewski

Loango – dawne królestwo ludu Bantu istniejące w przedkolonialnej Afryce założone w XVI w. w Afryce Środkowej, na terenach obecnego Kongo. W XVII i XVIII w. prosperowało dzięki handlowi niewolnikami i kością słoniową, po zniesieniu handlu niewolnikami królestwo upadło.
Historia Królestwa jest niejasna, powstało najprawdopodobniej w połowie XVI wieku uzyskując niezależność od Królestwa Konga.